# Samuel L. Warner

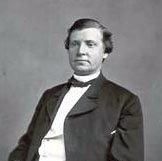
Samuel L. Warner

Samuel Larkin Warner (* 14. Juni 1828 in Wethersfield, Connecticut; † 6. Februar 1893 in Middletown, Connecticut) war ein US-amerikanischer Politiker. Zwischen 1865 und 1867 vertrat er den zweiten Wahlbezirk des Bundesstaates Connecticut im US-Repräsentantenhaus.

## Werdegang
Samuel Warner war der ältere Bruder von Levi Warner (1831–1911), der zwischen 1876 und 1879 den vierten Wahlbezirk im US-Repräsentantenhaus vertrat. Er besuchte die Wilbraham Academy in Massachusetts. Danach begann er am Yale College ein Jurastudium, das er an der Harvard University bis 1854 fortsetzte. Nach seiner in diesem Jahr erfolgten Zulassung als Rechtsanwalt begann er ab 1855 in Portland in seinem neuen Beruf zu arbeiten.
Politisch war Warner Mitglied der 1854 gegründeten Republikanischen Partei. Im Jahr 1858 wurde er in das Repräsentantenhaus von Connecticut gewählt. 1860 zog er nach Middletown; dort war er zwischen 1862 und 1866 Bürgermeister. In den Jahren 1864, 1888 und 1892 war er Delegierter zu den jeweiligen Republican National Conventions, auf denen Abraham Lincoln und später dann Benjamin Harrison als Präsidentschaftskandidaten der Partei nominiert wurden.
1864 wurde Warner im zweiten Distrikt von Connecticut in das US-Repräsentantenhaus in Washington, D.C. gewählt. Dort trat er am 4. März 1865 die Nachfolge des Demokraten James E. English an. Da er im Jahr 1866 auf eine weitere Kandidatur verzichtete, konnte er bis zum 3. März 1867 nur eine Legislaturperiode im Kongress absolvieren, die von den Folgen des Bürgerkrieges, der Ermordung Abraham Lincolns und den politischen Auseinandersetzungen der Republikanischen Partei mit Präsident Andrew Johnson geprägt war.
Nach dem Ende seiner Zeit im Kongress zog sich Warner aus der Politik zurück und arbeitete wieder als Anwalt. Er starb im Februar 1893 in Middletown und wurde dort auch beigesetzt.